# Lampetra fluviatilis
La Lampreda di fiume (Lampetra fluviatilis Linnaeus 1758) è un appartenente alla classe degli Agnati.

## Distribuzione ehabitat
La lampreda di fiume è distribuita in tutta l'Europa, nel Nord Atlantico, e nel Mediterraneo nord-occidentale. È presente anche nei fiumi della Francia, della Germania, della Danimarca, dell'Irlanda, del Regno Unito, della Norvegia, della Svezia, della Finlandia, dell'Estonia, della Lettonia, della Lituania e della Russia. Non è presente invece nel Mediterraneo orientale, nel Mar Nero, nel Mar Caspio e nei rispettivi sistemi fluviali, incluso il Danubio. In Italia era ampiamente diffusa, ma si è estinta a seguito dell'impatto umano sui corsi d'acqua e della sovrapesca. La sua presenza è stata recentemente segnalata in Liguria, dove potrebbe sopravvivere ancora un ultimo nucleo riproduttivo vitale.

## Descrizione, vita e caratteristiche
Questo animale, della famiglia dei Petromyzontidae, presenta un corpo cilindrico e bocca sprovvista di mascelle, perennemente aperta con forma tubolare. L'apparato boccale è provvisto di forti denti acuminati riuniti in piastre ossee. Ai lati della testa 7 aperture permettono la fuoriuscita dell'acqua pompata per la respirazione branchiale. Le pinne sono assenti, ad eccezione delle due pinne dorsali e dell'anale (quest'ultima solo accennata), fuse assieme alla pinna caudale. È più piccola dell'affine lampreda di mare (massimo 40 cm di lunghezza), ha un peso che varia tra i 30 e i 150 grammi, ha un colore grigio olivastro, quasi bianco sul ventre.
Passa nel mare circa un terzo della vita (tra 4 e 7 anni).
I denti degli adulti sono taglienti fino al raggiungimento della maturità sessuale, quando la lampreda minore smette di nutrirsi. Nello stadio larvale, che dura fino a 6 anni, questi pesci sono ciechi e senza denti e si nutrono di particelle organiche filtrate dall'acqua risucchiata attraverso la bocca. Le femmine sono più lunghe e più pesanti dei maschi, ma diventano più piccole durante la frega. Gli adulti si accoppiano solo una volta, nel corso superiore dei fiumi e poi muoiono.

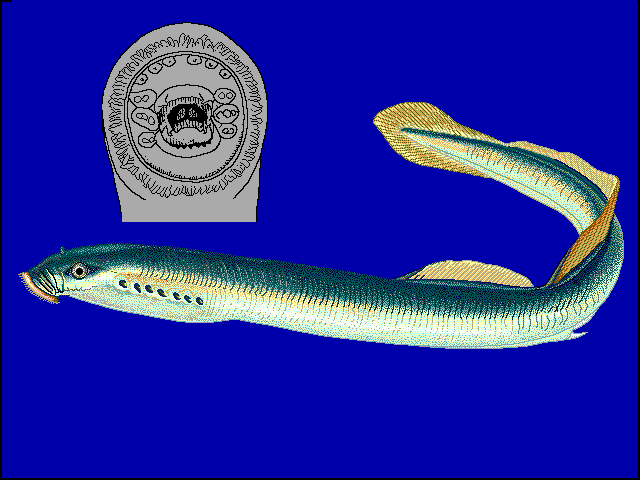
Corpo e forma della bocca

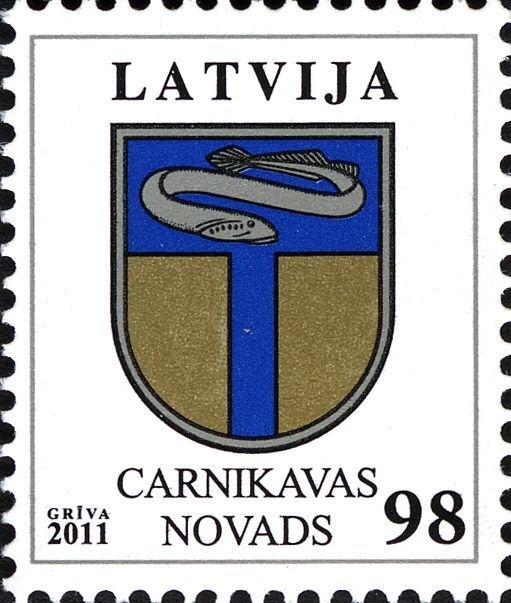
Francobollo di Lettonia: una lampreda raffigurata sullo stemma del comune di Carnikava

## Riproduzione
È una specie migratrice anadroma: risale il corso dei fiumi, per la riproduzione, da gennaio a marzo, accoppiandosi verso maggio, quando vengono deposte oltre 40.000 uova per femmina.

## Alimentazione
La lampreda di fiume si alimenta principalmente di sangue, che succhia attaccandosi con la bocca a ventosa alla pelle di grossi pesci d'acqua dolce. Tuttavia, a differenza di altre specie parassite, non si limita a questo, ma si ciba anche di piccole prede come pesciolini palla e resti di animali morti.

## Specie protetta
La convenzione di Berna annovera Lampetra fluviatilis tra la fauna protetta. La pesca è vietata nei Paesi Bassi e Francia. Oggi in Lettonia, il comune di Carnikava è l'unico luogo sulle rive del fiume Gauja ove è consentita la pesca della lampreda.